# Wohnhaus Am Schaart 2
Das Wohnhaus Am Schaart 2, Ecke Am Deich, im niedersächsischen Berne-Bardenfleth in dem Landkreis Wesermarsch an der Weser stammt vom Anfang von 19. Jahrhundert.
Aktuell (2023) wird es als Wohnhaus genutzt.
Das Gebäude steht unter Denkmalschutz (siehe auch Liste der Baudenkmale in Berne).

## Geschichte und Beschreibung
Das eingeschossige giebelständige Eckgebäude, ein Fischerhaus in Fachwerk mit Steinausfachungen, reetgedecktem Krüppelwalmdach und Niedersachsengiebeln mit Uhlenloch, stammt aus der ersten Hälfte des 19. Jahrhunderts. Neben der nördlichen Traufseite steht ein Stall von um 1900 in Backstein mit Satteldach, der durch einen jüngeren Zwischenbau rückwärtig mit dem Haus verbunden ist.
Das Landesdenkmalamt befand: „… geschichtliche Bedeutung … als beispielhaftes Fischerhaus … .“